# Партія-держава (монопартія)
Партія-держава (монопартія) — одинична партія тоталітарного типу.
Особливість монопартії полягає в поступовому позбавленні її рис власне політичної партії і надання їй державних функцій. Для монопартій не є характерною розвинена організаційна структура, принцип виборності, демократичності. У тоталітарних режимах монопартія брала на себе виконання функцій державного апарату (у фашистській Німеччині) або контролю над ним (більшовицькій Росії). Діяльність інших політичних партій заборонялась. У країнах Африки (як і в Бірмі) теж існує конституційне закріплення однопартійності, заборона діяльності інших політичних партій. Така однопартійність відрізняється від однопартійності тоталітарного типу.